# Catedral de San José (Swansea)
La Catedral de San José (en inglés: The Cathedral Church of Saint Joseph) es una catedral católica en Swansea, Gales, en el Reino Unido. Es la sede del obispo de Menevia y la iglesia madre de la diócesis de Menevia. La catedral está situada en la zona de Greenhill en Swansea.
La idea de la construcción de la catedral fue concebida por el Padre Wulstan Richards, OSB que vino a Greenhill en 1875.